# NGC 7185
NGC 7185 ist eine linsenförmige Galaxie vom Hubble-Typ E/SB0 im Sternbild Wassermann. Sie ist schätzungsweise 84 Millionen Lichtjahre von der Milchstraße entfernt.
Das Objekt wurde am 23. September 1830 von John Herschel entdeckt.